# Sarah Cracknell
 (décembre 2022).
Si vous disposez d'ouvrages ou d'articles de référence ou si vous connaissez des sites web de qualité traitant du thème abordé ici, merci de compléter l'article en donnant les références utiles à sa vérifiabilité et en les liant à la section « Notes et références ».
Sarah Cracknell est une auteure-compositrice-interprète anglaise née le 12 avril 1967 à Chelmsford, dans l'Essex. Elle est l'interprète du groupe Saint Etienne.

## Biographie
À l'origine, Saint Etienne se veut un groupe de dance avec plusieurs interprètes. Après Moira Lambert sur leur premier titre Only Love can break your Heart et Donna Savage sur le titre suivant Kiss and Make Up, c'est au tour de Sarah pour Nothing can stop us, et c'est finalement elle que l'on entend sur tous les autres titres de leur premier album Foxbase Alpha. Depuis lors, elle est l'interprète attitrée du groupe.
Après un single Anymore en 1996, Sarah Cracknell sort un album solo Lipslide en 1997. D'abord seulement disponible en Grande-Bretagne sous le label Gut Records, l'album mélange des tonalités dance, indie et pop, et connaît un succès critique mais peu de ventes (dans une interview, Sarah avouera plus tard que selon elle, Gut Records n'avait pas suffisamment assuré la promotion de l'album).
Ce n'est que 3 ans plus tard que l'album parvient aux États-Unis, lorsque Instinct Records le publie en février 2000. Outre une couverture totalement modifiée, l'album est profondément remanié puisque 5 titres disparaissent pour laisser place à 4 nouveautés et 1 remix. Quelques mois après, Instinct sort l'Extended play Kelly's Locker, contenant les 5 titres précédemment supprimés ainsi que 2 chansons plus anciennes et 1 remix.
En 2000, Sarah Cracknell refuse l'offre de Spiller qui cherchait une voix pour son titre Groovejet (If This Ain't Love) qui sera n° 1 dans de nombreux pays. Elle collaborera néanmoins avec de nombreux artistes tels que David Holmes (Anymore, Gone), Xploding Plastix (Sunset Spirals), Cheapglue (You've just won me over) et Paul van Dyk (Tell me why).
Elle épouse Martin Kelly (de Heavenly Records) le 5 décembre 2004. Ils ont 2 enfants.
En 2005, Sarah déclare lors d'un interview que la découverte de l'œuvre de Kate Bush a changé sa vie.

## Divers
- Son père Derek Cracknell est le premier assistant réalisateur de Stanley Kubrick.
- Elle a collaboré plusieurs fois avec Étienne Daho. Elle a coécrit et assuré les chœurs sur Les passagers pour son album Éden (1996), et également coécrit Le premier jour. Avec son groupe Saint Etienne, ils ont également réalisé l'Extended play Resurrection. La chanson He's on the Phone de Saint Etienne (interprétée conjointement par Sarah et Étienne) est une adaptation en langue anglaise de la chanson Week-end à Rome de Daho sortie en 1984.
- On prétend que la chanson She lives by the Castle du groupe Felt lui est dédiée, Lawrence (du groupe Felt) ayant eu une relation avec elle.

## Discographie (albums solo)
- 1997 : Lipslide
- 2000 : Kelly's Locker (EP)
- 2015 : Red Kite

Pour le reste, voir son groupe Saint Etienne.